# Днестровская ГАЭС
Днестровская ГАЭС (укр. Дністровська ГАЕС) — строящаяся ГАЭС на реке Днестр в с. Василевка Днестровского района Черновицкой области Украины.

## Основные сведения
Первый агрегат станции введён в промышленную эксплуатацию 22 декабря 2010 года. Установленная мощность одного гидроагрегата — 324 МВт в генераторном (турбинном) режиме, 421 МВт — в двигательном (насосном) режиме. Диаметр рабочего колеса — 7,3 м. Максимальный напор(брутто) - 161,9 м. Минимальный напор(брутто)-138,4 м.
В состав сооружений гидроузла входят:
- верхний водоём;
- водоприёмник;
- подводящие водоводы;
- здание ГАЭС;
- отводящие водоводы;
- водовыпуск;
- отводящий канал;
- сопрягающие сооружения (устои верхнего водоёма и нижнего водохранилища);
- земляные сооружения.

## История станции
Днестровский комплексный гидроузел, в состав которого входит строящаяся Днестровская ГАЭС и уже функционирующие Днестровская ГЭС и Днестровская ГЭС-2 (Буферный гидроузел) (не следует путать этот гидроэнергетический объект с Днестровской ГЭС). Днестровская ГЭС-2 расположена в районе с. Наславча Окницкого района и занимает свыше 17 га молдавской территории.

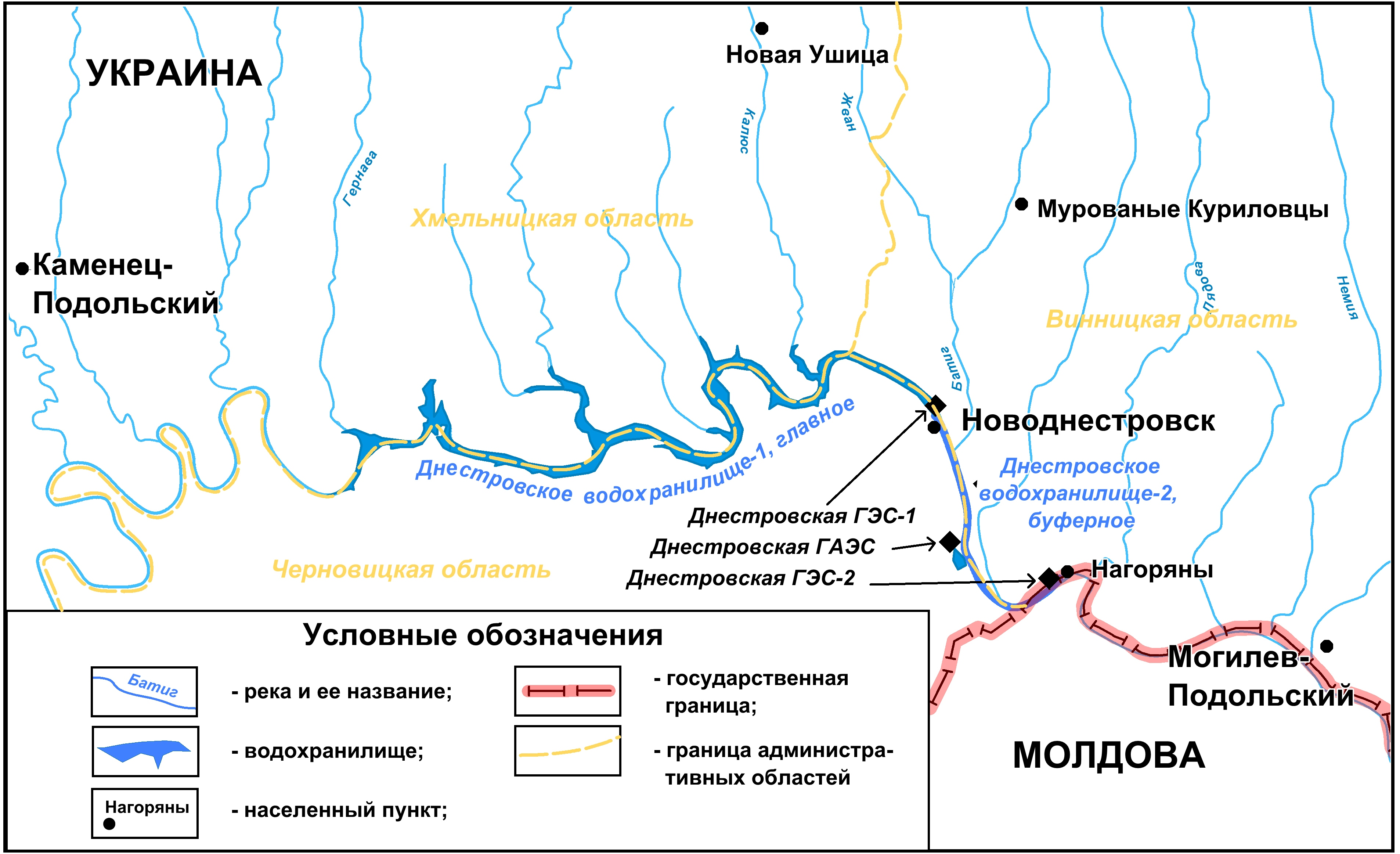
Днестровская ГЭС-1, Днестровская ГЭС-2 и Днестровская ГАЭС

Проектная мощность Днестровской ГАЭС в турбинном режиме составляет 2 268 МВт (семь гидроагрегатов по 324 МВт, что сделает её 7-й по мощности ГАЭС в мире), в насосном режиме — 2 947 МВт.
Строительство станции было начато в 1983 году, в 1988 был утверждён проект, в 1993 проект прошёл переутверждение, а в 1998 – международную экспертизу швейцарской инжиниринговой компании ElektrowatEngineeringServicesLtd, по заказу Мирового Банка, которая подтвердила техническую, технологическую, экономическую и финансовую целесообразность продолжения строительства станции.
Сдача в эксплуатацию 1-го гидроагрегата Днестровской ГАЭС планировалась ещё в 1996 году. С 1 июня 2007 года управление строительством Днестровской ГАЭС передано ОАО «Днестровская ГАЭС». Готовность гидротехнических сооружений Днестровской ГАЭС на июль 2009 года оценивалась в 98 %.
В декабре 2009 года принят в опытно-промышленную эксплуатацию 1-й гидроагрегат станции, работает в насосном и генераторном режимах с целью проверки проектных характеристик оборудования и режимов работы гидротехнических сооружений. С 22 декабря 2010 года агрегат принят в промышленную эксплуатацию..
В октября 2013 года, был введён в эксплуатацию в проектных размерах верхний водоём Днестровской ГАЭС.
25 декабря 2014 года введен в промышленную эксплуатацию 2-й гидроагрегат. Таким образом, станция стала самой мощной в Европе (на то время).
10 августа 2016 года был введён в промышленную эксплуатацию 3-й гидроагрегат.
17 августа 2021 года состоялся пуск 4-го гидроагрегата в генераторном режиме. Ввод в промышленную эксплуатацию запланирован на декабрь 2021 года.